# خروس‌کلیان
خروس‌کُلیان (نام علمی: Vanellinae) نام یک زیرخانواده از تیره سلیمان است.

## فهرست گونه‌ها
سرده خروس‌کلی‌ها
- خروس‌کلی شمالی،  Vanellus vanellus
- خروس‌کلی تاج‌سفید،  Vanellus albiceps
- خروس‌کلی جنوبی،  Vanellus chilensis
- خروس‌کلی سرخاکستری،  Vanellus cinereus
- خروس‌کلی تاجدار،  Vanellus coronatus
- خروس‌کلی انگشت‌دراز،  Vanellus crassirostris
- خروس‌کلی رودخانه‌ای or spur-winged lapwing, Vanellus duvaucelii
- دیدومک،  Vanellus indicus
- خروس‌کلی نقاب‌دار،  Vanellus miles
- خروس‌کلی سینه‌سیاه یا spur-winged plover, Vanellus spinosus
- خروس کولی نواردار،  Vanellus tricolor
- خروس کولی مسلح،  Vanellus armatus
- خروس کولی سرسیاه،  Vanellus tectus
- خروس کولی مالابار،  Vanellus malabaricus
- خروس کولی سنگال،  Vanellus lugubris
- خروس کولی بال‌سیاه،  Vanellus melanopterus
- خروس کولی آفریقایی،  Vanellus senegallus
- خروس کولی سینه‌خالدار،  Vanellus melanocephalus
- خروس کولی سینه‌قهوه‌ای،  Vanellus superciliosus
- خروس‌کلی جاوه‌ای،  Vanellus macropterus
- خروس‌کلی اجتماعی،  Vanellus gregarius
- خروس‌کلی دم‌سفید،  Vanellus leucurus
- Pied lapwing, Vanellus cayanus
- خروس‌کلی آندی،  Vanellus resplendens

سرده Erythrogonys
- سلیم زانوسرخ، Erythrogonys cinctus